# گیرغی ینی‌کوی
گیرغی ینی‌کوی (به ترکی استانبولی: Gireğiyeniköy) یک منطقهٔ مسکونی در ترکیه است که در آلاداغ، آدانا واقع شده‌است.